# UBS Arena
UBS Arena, tidigare Belmont Park Arena, är en inomhusarena vid galoppbanan Belmont Park i Elmont, New York i USA. Inomhusarenan har en publikkapacitet på 19 000 åskådare. Den började byggas den 23 september 2019 och invigdes den 19 november 2021. Arenaprojektet kostade 1,3 miljarder amerikanska dollar. Belmont Park används främst som arena för ishockey och där New York Islanders (NHL) använder den som sin hemmaarena.